# Stralsund
Stralsund er en havneby og hansestad i det nordøstlige Tyskland med ca. 59.500 indbyggere (2018), beliggende ved farvandet Strelasund. Den er administrationsby for Landkreis Vorpommern-Rügen. Landkreis Vorpommern-Rügen ligger i delstaten Mecklenburg-Vorpommern. I Stralsund findes bl.a. en række skibsvæfter, den tyske marines tekniske skole, et bryggeri med mere. Byen blive på grund af sin beliggenhed ved Strelasund, betegnet som "Porten til Rügen".
I 2002 blev den gamle by i Stralsund optaget på UNESCOs verdensarvsliste. Stralsund er et vigtigt turistcentrum i Østersøregionen og kendt for havmuseet "Deutsche Meeresmuseum" med akvariet Ozeaneum Stralsund og det kulturhistoriske Stralsund Museum. 

## Historie
Bebyggelsen Strale har været kendt siden det 10. århundrede. Stralesund som bynavn blev første gang nævnt på skrift i 1240. Siden 1990 hedder byen Hansestadt Stralsund.
Stralsund har altid været en betydelig søfartsby og var i mange år en del af Hanseforbundet. I Danmark er den kendt for den opsigtsvækkende fredsaftale i Stralsund i 24. maj 1370, hvor Valdemar 4. Atterdag gav Skåne i pant til Hanseforbundet og ret til kontrol over sildemarkederne i Skåne gennem en årrække.
Stralsund tilhørte Sverige fra den Westfalske fred i 1648 og var 1720-1814 hjemsted for den svenske guvernør i Pommern. I 1814 blev byen afgivet til Danmark, men allerede i 1815 tilfaldt den Preussen.